# Det surrar om Maggie
Det surrar om Maggie är en Disney Channel-serie skapad av Dave Polsky och regisserad av David Wasson (som skapade Cartoon Network-serien Tidspatrullen). Serien hade premiär i juni 2005, men lades ned efter en säsong. I Sverige visades serien på Disney Channel och Toon Disney.

## Figurer

### Huvudpersoner
- Maggie Pesky är en 12-årig fluga som bor i Stickyfeet med sin familj. (Troligen en parodi på Springfield, staden The Simpsons bor i och den statliga huvudstaden för USA-staten Illinois.) Hon har en dröm om att en dag bli en känd rockstjärna, hon tvekar aldrig att ta fram sin dubbla basgitarr, och även strunta i regler för att göra sin dröm sann. Hon försätter ofta sig själv i kniviga situationer, som att fuska på ett skolprojekt, och hon tar nästan jämt med sig sin bästa vän Rayna. Även om hon har principer som hon starkt tror på, så går hon ibland över gränsen och bryter sina principer. Maggie är självisk och tänker oftast bara på vad hon vill och behöver. Men till slut gör Maggie det rätta, hon bryr sig om sin familj och sina vänner.

- Aldrin Pesky är Maggies 16-årige storebror. Det verkar som om han är populär på skolan och dejtar möjligtvis Dawn Swatworthy, en av Maggies rivaler. Som stjärnan i många sporter, men mest i fotboll, så blir han ibland fåfäng och självisk. Men som han säger till Maggie, så har han övat länge och hårt och förtjänar denna berömmelse, medan hon alltid försöker tränga sig fram till kändisskapet. Deras rivalitet verkar härstamma från en tidig barndom, då Maggie tog Aldrins plats som morbror Zebs ”favoritbarn” och det finns inget hopp att Aldrin kan få tillbaka den eftertraktade platsen. Förutom att käbbla och konkurrera med sin syster, trakasserar Aldrin ofta sin yngre bror Pupert. Hur som helst så visar han Pupert mer hot än Maggie, och ibland vill han slå sig ihop med honom för att slå Maggie. Av sina syskon verkar han vara mest uppriven, då Bella saknas. Aldrin jobbar på en lokal snabbmatsrestaurang kallad ”Buzz Burger”. Hans namn liknar Buzz Aldrin, en astronaut. Precis som Maggie, så är Aldrin självisk och tänker bara på sig själv och vad han vill. Men Aldrin bryr sig om sin familj och sina vänner.

- Pupert Pesky, Maggies och Aldrins 7-årige lillebror. Han är klumpig, älskar att ha kul och är mycket stolt över de små uppgifterna han utför. Han är en expert på att fotografera och har en stor söt tand. Till skillnad från Aldrin och Maggie, så är Pupert inte självisk. Han tänker på andra och vad de behöver istället för sig själv.

- Bella Pesky är det fjärde och sista barnet i familjen Pesky. Hon är fortfarande en maggot. Hon har jämt ett vakande öga från sin mamma. Hon har många talanger, som jonglering, balett och breakdance. Hur som helst, hon kan inte prata, men i hennes huvud pratar en åldrig man, även om hon inte talar verkar hon märka att hon själv pratar på något sätt. Hon kan säga ”Goo” och ”Gah”. Precis som Maggie har hon rosa hår.

- Chauncey Pesky, Maggies och hennes syskons pappa, han tror på tuffa tag när det kommer till barnuppfostran. Han är strikt men förstående när det kommer till sina barns situationer. Han tar ibland fram sin gamla dagbok som han skrev när han var barn; men det är svårt att förstå den för dagboken är skriven med 70-talslang.

- Frieda Pesky, Maggies och hennes syskons mamma, backar ofta när hennes man straffar deras barn. Hon medverkar som en hemmafru som lagar mat, tvättar och tittar konstant till den lilla Bella. Hon tycker om att shoppa, och hennes bror, Zeb, äger en bakterieranch.

- Rayna Cartflight är Maggies bästa vän. Även om hon ofta inte tycker om Maggies planer, så hjälper hon ofta Maggie. Ibland kommer hon själv med olika planer, men de är oftast omöjliga att utföra. Rayna och Maggie har inte ofta slagsmål, men när de har det, så löser de det väldigt fort. Hon är en sprallig fluga som ofta hittar brister i Maggies planer, men går med på planerna ändå.

## Röster
- Norea Sjöquist - Maggie Pesky
- Lucas Krüger - Aldrin Pesky/ Eugene
- Sam Molavi - Pupert Pesky
- Elina Raeder - Rayna Cartflight
- Ole Ornered - Chauncey Pesky
- Pernilla Wahlgren - Frieda Pesky/ Fru Mattant
- Mikaela Ardai Jennefors - Dawn Swatworthy/ Lucy
- Hans Wahlgren - Rektor Peststrip/ Herr Bugspit
- Monica Silverstrand - Fru Wingston
- Kristian Ståhlgren - Snapercival Carpenter
- Adam Giertz - Wendell/ Gympa Shorts/ Melvin Stinkbagge
- Marie Serneholt - Lacey Ladybug/ Maria Monarch
- Tommy Nilsson - George
- Adam Fietz - Zeb
- Jakob Stadell - Brad Montergoe
- Mattias Knave - Larry

## Episoder
Det surrar om Maggie var den andra Disney Channel-serien som lades ner efter en säsong. Bara 42 episoder producerades.
| Säsong   | Ep # | Första dag   | Sista dag   |
| -------- | ---- | ------------ | ----------- |
| Säsong 1 | 21   | 17 juni 2005 | 27 maj 2006 |

## Övrigt
- På biografen som Maggie besöker i "The Flyinator" visas filmer vars titlar anspelar på riktiga storfilmer: "James Bug: Fly Another Day", översatt till "James Bagge: Med rätt att surra"; "The Lord of the Wings", översatt till "Sagan om Vingen" samt "The Last Samufly", översatt till "Den Siste Samuflugan".
- I "Ladybugged" kommer Lacey från staden Beverly Gardens, troligen en anspelning på Beverly Hills.
- I "King Flear" är hela episoden en parodi på Shakespeares pjäs Kung Lear.